# Buinovți, Veliko Tărnovo
Buinovți (în bulgară Буйновци) este un sat în comuna Elena, regiunea Veliko Tărnovo,  Bulgaria. 

## Demografie
Componența etnică a satului Buinovți
     Bulgari (95,58%)
     Nicio identificare (4,41%)
     Altele (0%)
La recensământul din 2011, populația satului Buinovți era de 68 locuitori. Din punct de vedere etnic, majoritatea locuitorilor (95,58%) erau bulgari. Pentru 4,41% din locuitori nu este cunoscută apartenența etnică.